# Elementary (seizoen 3)
Dit artikel vat het derde seizoen van Elementary samen. Dit seizoen liep van 30 oktober 2014 tot 14 mei 2015 en bevatte vierentwintig afleveringen.

## Rolverdeling

### Hoofdrollen
- Jonny Lee Miller - Sherlock Holmes
- Lucy Liu - dr. Joan Watson
- Aidan Quinn - hoofdrechercheur Toby Gregson
- Jon Michael Hill - rechercheur Marcus Bell

### Terugkerende rollen
- Ophelia Lovibond - Kitty Winter
- Raza Jaffrey - Andrew Paek
- Ato Essandoh - Alfredo Llamosa
- Jordan Gelber - medisch onderzoeker Hawes

## Afleveringen
| Nr. | Aflevering | Titel                                  | Regisseur       | Schrijver(s)                  | Selectie gastrollen | Uitzenddatum     |  |
| --- | ---------- | -------------------------------------- | --------------- | ----------------------------- | --- | ---------------- |  |
| 49 | 1          | Enough Nemesis to Go Around            | John Polson     | Robert Doherty Craig Sweeny   | Brennan Brown - Kevin Elspeth Kate Hodge - Karen Lutz JoAnna Rhinehart - ms. Bracken Anthony Arkin - cliënt Gina Gershon - Elana March                                  | 30 oktober 2014  |  |
| Zes maanden nadat Joan is verhuisd runt zij haar eigen onderzoeksbureau, nu helpt zij mee om de drugsbaron Elana March te pakken te krijgen. Twee maanden later loopt het onderzoek vast en de hoofdgetuige in de zaak is vermoord. Tot haar grote verrassing ontdekt zij dat Sherlock weer terug is in New York met een nieuwe assistente genaamd Kitty Winter. Tevens werken zij aan dezelfde zaak als Joan nadat Sherlock ontslag heeft gekregen van de MI6. Joan realiseert zich dat Kitty nu met Sherlock werkt uit wraak omdat zij door Joan werd verslagen in een schermwedstrijd. Toch moeten zij een manier vinden om met zijn drieën samen te werken om de moordenaar te vinden, een huurmoordenaar. |            |                                        |                 |                               | |                  |  |
| 50 | 2          | The Five Orange Pipz                   | Larry Teng      | Bob Goodman                   | Sonya Walger - Angela White Zak Orth - Gabe Coleman Chris McGarry - agent Vince Boden John Rothman - Elias Openshaw                                                     | 6 november 2014  |  |
| Wanneer er een dubbele moord plaatsvindt gaat Sherlock met zijn assistenten op onderzoek uit. Zij ontdekken dat de moorden gepleegd zijn uit wraak, dit nadat er kinderen overleden zijn door kinderspeelgoed wat vergiftigd was met GHB. Een van de vaders van een overleden kind bekent de moorden, Sherlock ontdekt al snel dat deze bekentenis vals is. Nadat er bewijsmateriaal is verdwenen tegen de maker van het speelgoed, wordt het moeilijk om het motief te ontdekken van de moord. Kitty voelt zich ondertussen buitengesloten als zij Sherlock en Joan samen ziet werken. |            |                                        |                 |                               | |                  |  |
| 51 | 3          | Just a Regular Irregular               | Jerry Levine    | Robert Hewitt Wolfe           | Rich Sommer - Harlan Emple Jacob Pitts - Paul Ladesma Audrey Lynn Weston - Beka Danaya Esperanza - vrouw van bijeenkomst                                                | 13 november 2014 |  |
| Wiskundige Harlan Emple (zie aflevering Solve for X, seizoen 2) vindt een dood lichaam verpakt in mottenballen terwijl hij deelneemt aan een ‘’Math Hunt’’, een spel met puzzels en wiskunde. Wanneer er een tweede lichaam wordt gevonden wordt er geloofd dat het spel een dodelijke val is voor wiskundigen. Ondertussen probeert Joan Kitty te overtuigen deel te nemen aan een praatgroep, nadat ze ontdekt heeft dat Kitty een verkrachtingsslachtoffer is. |            |                                        |                 |                               | |                  |  |
| 52 | 4          | Bella                                  | Guy Ferland     | Craig Sweeny                  | Michael Cristofer - Isaac Pyke Michael Chernus - Edwin Borstein Condola Rashad - Melinda Young Halley Feiffer - Erin Rabin Robert Capron - Mason                        | 20 november 2014 |  |
| Softwareontwikkelaar Edwin Borstein heeft een Kunstmatige intelligentie programma ontwikkeld genaamd Bella. Edwin heeft Sherlock bij hem geroepen nadat iemand bij hem ingebroken heeft en het programma heeft gekopieerd. Het lukt Sherlock de inbraak op te lossen, maar dan sterft Edwin ineens aan een epilepsie aanval die waarschijnlijk veroorzaakt werd door Bella. Nu moeten Sherlock zijn assistenten erachter zien te komen of iemand hiervoor schuldig is. Ondertussen krijgt Andrew, de vriend van Joan, een baanaanbod in Kopenhagen. Joan vermoedt dat Sherlock hier verantwoordelijk voor is. |            |                                        |                 |                               | |                  |  |
| 53 | 5          | Rip Off                                | John Polson     | Jason Tracey                  | Liza J. Bennett - Hannah Gregson Rafi Silver - Amit Hattengatti Joe Grifasi - kapitein Moretti Daniel Abeles - Leonard Oosthuizen                                       | 27 november 2014 |  |
| Wanneer op straat een afgesneden hand wordt gevonden worden Sherlock en Kitty op onderzoek uitgestuurd. Zij komen uit in een zaak met gesmokkelde diamanten en moord. Ondertussen ontdekt Sherlock dat Joan een nog niet uitgegeven boek heeft geschreven over hem met de naam The Casebook of Sherlock Holmes. Sherlock wil nu Kitty een geheimhoudingsplicht laten tekenen om zo haar verhaal uit het boek te houden. |            |                                        |                 |                               | |                  |  |
| 54 | 6          | Terra Pericolosa                       | Aaron Lipstadt  | Bob Goodman Jeffrey Paul King | Mamie Gummer - Margaret Bray Skipp Sudduth - William Hull K. Todd Freeman - Raphael Eric Schweig - Leon Moody David Adkins - Austin Cornblatt                           | 4 december 2014  |  |
| Wanneer een diefstal van een zeldzame landkaart uitmondt in een moord, worden Sherlock, Kitty en Joan op onderzoek uitgestuurd. Zij ontdekken dat de diefstal te maken heeft met een grensconflict dat effect heeft op de levensduur van een groot casino waar miljoenen in omgaan. Ondertussen maakt Joan zich zorgen over de escalerende interventie van Sherlock in het persoonlijk leven van Kitty. |            |                                        |                 |                               | |                  |  |
| 55 | 7          | The Adventure of the Nutmeg Concoction | Christine Moore | Peter Ocko                    | Christian Camargo - Chris Santos Jon David Casey - Conrad Woodbine Kate Arrington - Sally Holder Kevin Geer - Raymond Carpenter Candis Cayne - ms. Hudson               | 11 december 2014 |  |
| Joan wordt gevraagd om een vrouw op te sporen die vijf jaar geleden spoorloos is verdwenen. Zij vraagt Sherlock en Kitty om haar te helpen, zij ontdekken dat er meer verdwijningen zijn en dat zij samen een ding gemeen hebben: de reuk van nootmuskaat. Ondertussen wordt de lange afstandsrelatie tussen Joan en Andrew op de proef gesteld als Joan bezoek krijgt van een vriend uit haar verleden die haar om hulp vraagt. |            |                                        |                 |                               | |                  |  |
| 56 | 8          | End of Watch                           | Ron Fortunato   | Robert Hewitt Wolfe           | Rebecca Brooksher - Brie Flynn Gregory Abbey - Daren Triney Sandoval - George Andrew Dolan - Miles Polano Kerry Butler - Astrid                                         | 18 december 2014 |  |
| Wanneer een politieagent van de NYPD wordt vermoord gaan Sherlock, Kitty en Joan op onderzoek uit. Opmerkelijk is dat bij het slachtoffer een arm is verwijderd en verruild voor een airsoftgeweer. Zij ontdekken dan een verbinding tussen deze moord en gezochte wapenhandelaars. Ondertussen probeert Sherlock de schrijver te achterhalen van een weblog die persoonlijke verhalen op het internet zet, die in vertrouwen verteld worden bij besloten bijeenkomsten. |            |                                        |                 |                               | |                  |  |
| 57 | 9          | The Eternity Injection                 | Larry Teng      | Craig Sweeny                  | Lawrence Gilliard - Dwyer Kirk Dakin Matthews - James Connaughton Luke Robertson - Louis Carlisle Robert Capron - Mason Julienne Hanzelka Kim - Shauna Milius           | 8 januari 2015   |  |
| Wanneer een verpleegster, waar Joan in het verleden mee samenwerkte, haar om hulp vraagt voor het opsporen van haar vermiste geliefde, leidt dit Joan en Sherlock naar een andere persoon die ook verdwenen is. Verder onderzoek brengt bewijzen van een illegale drugshandel naar boven van een drug met de naam EZM-77. Ondertussen krijgt Sherlock steeds meer moeite om naar zijn bijeenkomsten te gaan, dit omdat hij het doodsaai en oninteressant vindt. |            |                                        |                 |                               | |                  |  |
| 58 | 10         | Seed Money                             | John Polson     | Brian Rodenbeck               | Katie Finneran - Barbara Conway Madison Riley - Courtney Stever Zuzanna Szadkowski - Miranda Jantzen Olivia Nikkanen - Tess Jantzen Christopher Innvar - Grant Perryman | 15 januari 2015  |  |
| Wanneer een genetische botanicus vermoord wordt gevonden worden Sherlock en Joan op onderzoek uitgestuurd. Zij denken dat een drugskartel hier achter zit, omdat zij dezelfde moordmethodes gebruiken als op het slachtoffer zijn aangetroffen. Zij ontdekken een geheime afspraak tussen het drugskartel en een invloedrijk landbouwbedrijf dat de expertise gebruikte van de botanicus. Ondertussen probeert Kitty een weggelopen tiener op te sporen. Joan maakt een belangrijke beslissing die haar leven zal veranderen, zij is bang dat dit Sherlock negatief zal beïnvloeden. Joan weet alleen niet dat Sherlock ook groot nieuws heeft. |            |                                        |                 |                               | |                  |  |
| 59 | 11         | The Illustrious Client                 | Guy Ferland     | Jason Tracey                  | Stuart Townsend - Del Gruner Tammy Blanchard - Violet de Merville Katrina Lenk - Sonia David Valcin - Osweiler Robert Eli - Ron Davis Roe Hartrampf - barkeeper         | 22 januari 2015  |  |
| Sherlock en Joan onderzoeken de achtergrond van een vermoorde vrouw. Sherlock werd op deze zaak geattendeerd door de verwondingen van het slachtoffer die overeenkwamen met de verwondingen van Kitty, tijdens haar ontvoering. Het slachtoffer werd eerst vermist en haar ouders verdachten haar verloofde. Joan krijgt in een café een wegwerptelefoon te pakken van het slachtoffer, die leidt hen naar een verdachte genaamd Simon DeMerville. Simon werkt voor een bordeel dat werkt met illegale immigranten. Onderzoek van zijn woning brengt een aantal dode lichamen aan het licht, een van een leverancier van het bordeel en een aantal vrouwen. Sherlock en de rest vermoeden dat Simon gewond raakte tijdens de moord en dat hij zich voor medische bijstand meldde bij zijn zus Violet. Nu denken zij dat Violet meer weet dan dat zij vertelt. Kitty zoekt haar thuis op en dwingt haar mee te helpen met het onderzoek. Violet belt nu naar haar broer Simon. De NYPD kan via dit gesprek zijn verblijfplaats opsporen. Sherlock ontdekt dan dat Simon op een boot zit, en dat de boot eigendom is van een barkeeper en een oude mededader van Simon. Het huis van de barkeeper, waar de boot met Simon ook is, is compleet verbrand en het dode lichaam van Simon wordt daar gevonden. In het mortuarium ontdekt Kitty dat Simon niet haar aanvaller is, dit omdat zij de vingers van haar ontvoerder had gebroken en de vingers van Simon nog intact zijn. Joan belt naar haar nieuwe baas Del Gruner van een verzekeringsbedrijf. Kitty hoort de stem van Del en verklaart dan dat hij de aanvaller is. |            |                                        |                 |                               | |                  |  |
| 60 | 12         | The One That Got Away                  | Seith Mann      | Robert Doherty                | Stuart Townsend - Del Gruner Jessica Blank - Tabitha Laird Edward Baker-Duly - D.I. Davies David Andrew Macdonald - advocaat                                            | 29 januari 2015  |  |
| Nu de nieuwe baas van Joan, Del Gruner, ineens wordt verdacht van het ontvoeren van Kitty wordt Joan ontslagen bij haar nieuwe baan. Tijdens de ondervraging van Del op het politiebureau lukt het hen niet om hem verdacht te maken en moeten ze hem laten lopen. Sherlock begint nu met een onderzoek naar de achtergronden van de ontvoerde vrouwen, om zo een connectie te kunnen maken met Del. Zij vinden een vrouw genaamd Tabitha Laird, een medewerkster van Del van een liefdadigheidsinstelling waar Del ook aan schenkt. Joan bezoekt de liefdadigheidsinstelling waar Tabitha en Del allebei aanwezig zijn, Del grijpt de armen van Tabitha en sleurt haar onder bedreiging weg. Joan vermoedt dat er een grotere connectie is tussen die twee dan eerst gedacht. Sherlock ontdekt dan dat de geadopteerde zoon van Tabitha in werkelijkheid de biologische zoon is van Del en een van de ontvoerde vrouwen. Nu ervan uitgaand dat NYPD genoeg redenen heeft om Del te arresteren liegt Kitty tegen Sherlock dat zij New York verlaat, maar in plaats van weggaan zoekt zij Del op en ontvoert hem. Zij bereidt zich voor om hem vermoorden, Sherlock kan haar echter net op tijd opsporen en smeekt haar te stoppen met haar plan. Met de belofte dat Sherlock altijd haar vriend zal blijven besluit Kitty haar plan op te geven. Dan verbrandt zij het gezicht van Del met een bijtend middel en laat hem achter voor de NYPD. Nu haar ontvoerder is opgepakt besluit Kitty New York te verlaten. |            |                                        |                 |                               | |                  |  |
| 61 | 13         | Hemlock                                | Christine Moore | Arika Lisanne Mittman         | Amy Hargreaves - Jill Horowitz Grace Rex - Ashley Medina Jayne Houdyshell - Carla Brian George - Santhosh Paek Jacinto Taras Riddick - Eduardo Peña                     | 5 februari 2015  |  |
| Wanneer een advocaat vermist wordt worden Sherlock en Joan op onderzoek uitgestuurd. Hun onderzoek wijst uit dat de advocaat, zonder medeweten van zijn vrouw, was begonnen als incasseerder. Verder onderzoek wijst uit dat zij al snel een groot aantal verdachten hebben, nu aan hen de taak om de schuldige aan te wijzen. Ondertussen is Joan niet tevreden met haar lange afstandsrelatie met Andrew en besluit het uit te maken, maar wordt wreed gestoord op het moment dat zij dit wil doen. |            |                                        |                 |                               | |                  |  |
| 62 | 14         | The Female of the Species              | Lucy Liu        | Jeffrey Paul King             | Chandler Williams - Vernon Joseph Louis Cancelmi - Ben Reynolds Brian George - Santhosh Mittal Gina Gershon - Elana March                                               | 12 februari 2015 |  |
| Terwijl Joan treurt om de dood van Andrew, roept Sherlock de hulp in van Marcus voor zijn zoektocht naar twee vermiste zebra's uit een dierentuin. Een kleurmerk geeft een aanwijzing dat hen naar de dief leidt, een werknemer van de dierentuin. Ondertussen ontvangt Joan een brief van Moriarty, en vertelt Sherlock dat zij weer in zijn woning wil gaan wonen. |            |                                        |                 |                               | |                  |  |
| 63 | 15         | When Your Number's Up                  | Jerry Levine    | Bob Goodman                   | Alicia Witt - Dana Powell Maria Dizzia - Penny Michael Cumpsty - Arlen Schrader Jason Pendergraft - Freddy Duncan Anastasia Barzee - Erin Chatworth                     | 19 februari 2015 |  |
| Een vrouw manipuleert een vliegmaatschappij door familieleden van slachtoffers van vliegtuigongelukken te vermoorden, dit om een meer smartengeld te krijgen voor zichzelf. Ondertussen besluit Joan weer vanuit de woning van Sherlock te gaan werken. |            |                                        |                 |                               | |                  |  |
| 64 | 16         | For All You Know                       | Guy Ferland     | Peter Ocko                    | Michael Weston - Oscar Rankin Gary Wilmes - Robert Barclay Richard Brooks - rechercheur Demps Aaron Serotsky - rechercheur McShane Felix Solis - Prentice Gutierrez     | 5 maart 2015     |  |
| Sherlock wordt beschuldigd dat hij, tijdens zijn tijd als drugsverslaafde met black-outs, een onschuldige vrouw heeft vermoord. Nu moet Sherlock zichzelf aan een onderzoek onderwerpen om zo zijn onschuld te kunnen bewijzen. |            |                                        |                 |                               | |                  |  |
| 65 | 17         | T-Bone and the Iceman                  | Michael Slovis  | Jason Tracey                  | Freda Foh Shen - Mary Watson Mark Margolis - Abraham Misraki Patrick Breen - Vance Ford Tom Costello - Terrence Resnick                                                 | 12 maart 2015    |  |
| Wanneer een jonge vrouw vermoord en gemummificeerd door invriezing wordt gevonden gaan Sherlock en Joan op onderzoek uit. Het onderzoek leidt hen naar een cryogeenbedrijf waar ze lichamen invriezen, daar wordt echter nog een lichaam van een moord vermist. Ondertussen wordt Joan gedwongen om een ongemakkelijk gesprek te voeren met haar broer, dit nadat duidelijk is geworden dat hij een affaire heeft. |            |                                        |                 |                               | |                  |  |
| 66 | 18         | The View From Olympus                  | Seith Mann      | Jordan Rosenberg              | Anastasia Griffith - Agatha Spurrell Kate Jennings Grant - Lydia Guerrero Jeremy Cohenour - Brandon Falchek Bill English - Eric Frazier Devin Ratray - Gordon Meadows   | 2 april 2015     |  |
| Wanneer een jongeman wordt vermoord, door een opgezette aanrijding van een taxi, gaan Sherlock en Joan op onderzoek uit. Zij vermoeden dat het motief gezocht moet worden in een rivaliteit tussen twee vervoersbedrijven. Dan ontdekken zij een connectie met een carpoolbedrijf dat waarschijnlijk privacygegevens van klanten misbruikt. Ondertussen krijgt Sherlock een choquerend verzoek van een oude vriendin van hem. |            |                                        |                 |                               | |                  |  |
| 67 | 19         | One Watson, One Holmes                 | John Polson     | Robert Hewitt Wolfe           | Joseph Cross - Petros Franken Adam Chanler-Berat - Brady Dietz Roslyn Ruff - Agent Branch Lucy Owen - Rachel Carter Will Pullen - Caleb Hill                            | 9 april 2015     |  |
| Wanneer een vooraanstaand lid van Everyone, een op internet activisten hackersgroep, wordt vermoord gaan Sherlock en Joan op onderzoek uit. De moord vond plaats net nadat een lid van Everyone aan Sherlock had verteld over een interne machtsstrijd in de groep. Sherlock en Joan duiken dan in de wereld van Everyone, en ontdekken dat verschillende activisten een verborgen identiteit hebben met ieder zijn eigen geheimen. Ondertussen begint Sherlock zich zorgen te maken over Joan, omdat zij steeds meer in een isolement gaat leven. |            |                                        |                 |                               | |                  |  |
| 68 | 20         | A Stitch in Time                       | Ron Fortunato   | Peter Ocko                    | Anita Gillette - Claire Renziger Liza J. Bennett - Hannah Gregson Andrew Rothenberg - Finn Robert Capron - Mason                                                        | 16 april 2015    |  |
| Wanneer een professionele scepticus, onderzoeker naar paranormale, religieuze en wetenschappelijke levensgebeurtenissen, wordt vermoord gaan Sherlock en Joan op onderzoek uit. Het onderzoek wijst uit dat er een mogelijke dreiging bestaat voor de binnenlandse veiligheid, hierdoor wordt de druk om de zaak snel op te lossen nog groter. Ondertussen vraagt Hannah, de dochter van hoofdrechercheur Gregson, aan Joan haar te helpen. Joan geeft Hannah raad en ziet dan, tot haar grote telleurstelling, dat zij haar raad negeert. |            |                                        |                 |                               | |                  |  |
| 69 | 21         | Under My Skin                          | Aaron Lipstadt  | Jeffrey Paul King             | Fisher Stevens - Marty Ward Michael McGlone - Lloyd Terry Serpico - Wallace Turk Natalie Gold - Sarah Penley Gene Farber - Janko Stepovic                               | 23 april 2015    |  |
| Wanneer twee ambulanceverpleegkundigen worden vermoord, en de moordenaar de ambulance meeneemt met een patiënt, gaan Sherlock en Joan op onderzoek uit. Het onderzoek brengt hen naar een drugskartel, en zij voegen zich bij een lange achtervolging om zo te ontdekken wat er gebeurd is en waarom. Ondertussen heeft Sherlock ook zijn handen vol aan een persoonlijke crisis met zijn sponsor Alfredo, wat hun persoonlijke relatie onder druk zet. |            |                                        |                 |                               | |                  |  |
| 70 | 22         | The Best Way Out Is Always Through     | Michael Slovis  | Arika Lisanne Mittman         | Susan Misner - Loretta Nichols Afton Williamson - Shauna Scott Glenn Fleshler - Trey McCann Michael Kostroff - Perry Franklin John Sanders - Jeff Harper                | 30 april 2015    |  |
| Wanneer een rechter wordt vermoord gaan Sherlock en Joan op onderzoek uit. Op het eerste oog verdenken zij een vrouw die net door de rechter was berecht, maar ze ontdekken al snel dat de dingen niet zijn zoals het lijkt. Nadat er een tweede slachtoffer wordt gevonden moeten zij hun belangrijkste verdachte vinden, een ontsnapte gevangene uit een privégevangenis. Ondertussen moet Marcus een belangrijke beslissing nemen, nadat hij zich heeft gerealiseerd dat zijn vriendin veel voor hem verbergt. |            |                                        |                 |                               | |                  |  |
| 71 | 23         | Absconded                              | Guy Ferland     | Jason Tracey                  | Sutton Foster - Tara Parker Patch Darragh - Griffin Parker Arian Moayed - Yusuf Al Shamsi Kevin O'Rourke - adjunct commissaris Pat Lisa Emery - mrs. Barnes             | 7 mei 2015       |  |
| Wanneer een USDA inspecteur wordt vermoord, terwijl hij een tuin van bijenkorven bezocht, gaan Sherlock en Joan op onderzoek uit. Sherlock vermoedt op het begin dat het bedrijf AgriNext erachter zit. Dan wordt de moordenaar sneller gevonden dan eerst werd gedacht, en het blijkt dat er een groter sinister plot achter het motief zit. Ondertussen wordt hoofdrechercheur Gregson geconfronteerd met een verleidelijk aanbod, dat ervoor zorgt dat hij zijn loopbaan bij de politie moet overdenken. |            |                                        |                 |                               | |                  |  |
| 72 | 24         | A Controlled Descent                   | John Polson     | Robert Doherty                | Michael Weston - Oscar Rankin Jason Kolotouros - opgewonden man Brenda Pressley - Estella Llamosa Patrick Page - Jonathan Bloom                                         | 14 mei 2015      |  |
| Wanneer drugsverslaafde Oscar Ranklin Alfredo ontvoerd, wordt Sherlock door hem gedwongen om zijn vermiste zus Olivia op te sporen, dit om Alfredo weer vrij te krijgen. Zijn zoektocht brengt hem naar een gevaarlijke flashbacks van zijn eigen tijd als drugsverslaafde. Ook wordt hij gedwongen om zijn oude afkickkliniek en een actieve heroïnekamer te bezoeken. Het onderzoek zorgt ervoor dat Sherlock zich moet beheersen om niet in zijn oude verslaving terug te vallen. |            |                                        |                 |                               | |                  |  |